# Nullius in verba

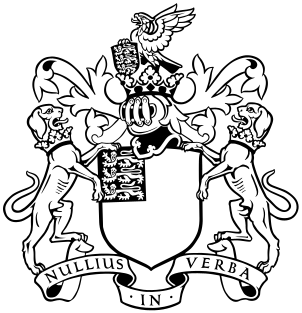
Armoiries de la Royal Society.

Nullius in verba (« ne croire personne sur parole ») est la devise latine de la Royal Society.
John Evelyn et d'autres membres (fellows) de la Royal Society ont choisi cette devise peu après la fondation de la Société savante. Ce choix rappelle « la volonté de ses savants de n'accepter pour vérité scientifique que ce qui peut être établi par l’expérience, et en aucun cas ce qui n’aurait pour seule base que l’autorité d’une personne ».
La phrase est extraite de l'épître d'Horace à son bienfaiteur Mécène, où il prétend ne pas être consacré à une secte particulière, mais plutôt éclectique par nature.
La planète mineure de la ceinture d'astéroïdes connue sous le nom de « 11059 Nulliusinverba » porte le nom de l'expression.